# 委任立法
委任立法，又稱授權立法、次級立法、二級立法，是指國家立法機關委任行政機關，在授權範圍內，可以替立法機關制定和法律效力相同規章之制度。委任命令為行政立法的一種，英、美法系國家稱為委任立法，相對委任命令大陸法系國家多存在執行命令之行政立法。

## 簡介
委任立法就是立法機構將本身立法權之一部份或全部，授權於行政機關，使其所制定之規章，效力同於法律。該制度產生咸信來自羅馬會議的立法機構產生。不過，近代委任立法概念則來自14世紀的英國。

## 中华人民共和国
全国人民代表大会和全国人民代表大会常务委员会行使国家立法权。根据《中华人民共和国宪法》、《中华人民共和国立法法》，以及全国人民代表大会和全国人民代表大会常务委员会的授权，国务院及其部委享有制定行政法规、规章的权力。国务院及其部委享有的由宪法或者全国人民代表大会和全国人民代表大会常务委员会授予的制定行政法规、规章的权力可以视为委任立法权。

## 香港
在香港，最高立法機構為立法會，其可授權政府部門、公營機構訂立特定範疇的法例稱為「附例」（附屬條例）。香港原來另有兩個立法機構：市政局及區域市政局，其亦有法定的立法權力，可以自制訂有關市政衛生、文娛康樂方面的法律；但2000年解散後，這方面的權力被政府收回。另外，區議會雖然是香港議會制度的一部分，但並沒有法定的立法權力，只能在立法會授權的情況下才可訂立法律。例如在《吸煙（公眾衛生）條例》中，立法會便授權各區區議會自行決定該區康樂場所禁煙的範圍。

## 外部連結
- Public general Acts of the Parliament of the United Kingdom（页面存档备份，存于）
- Secondary legislation（页面存档备份，存于） at the Parliament of the United Kingdom
- 委任立法,delegated legislation（页面存档备份，存于）